# The Chronological Classics: Cab Calloway and His Orchestra 1931-1932
| Recensione | Giudizio |
| ---------- | -------- |
| AllMusic   | [ 1 ]    |

The Chronological Classics: Cab Calloway and His Orchestra 1931-1932 è una Compilation su CD del caporchestra e cantante jazz statunitense Cab Calloway, pubblicato dall'etichetta discografica francese Classics Records nel 1990.

## Tracce
1. It Looks Like Susie – 2:54 (Cliff Friend) – Registrato il 9 luglio 1931 a New York
2. Sweet Georgia Brown – 2:33 (Kenneth Casey, Maceo Pinkard, Ben Bernie) – Registrato il 9 luglio 1931 a New York
3. Basin Street Blues – 2:54 (Spencer Williams) – Registrato il 9 luglio 1931 a New York
4. Bugle Call Rag – 2:28 (Elmer Schoebel, Billy Meyers) – Registrato il 23 settembre 1931 a New York
5. You Rascal, You – 3:12 (Sam Theard) – Registrato il 23 settembre 1931 a New York
6. Stardust – 3:11 (Mitchell Parish, Hoagy Carmichael) – Registrato il 12 ottobre 1931 a New York
7. You Can't Stop Me from Lovin' You – 2:51 (Mann Holiner, Alberta Nichols) – Registrato il 12 ottobre 1931 a New York
8. You Dog – 2:56 (Joe Hoover, Cab Calloway) – Registrato il 12 ottobre 1931 a New York
9. Somebody Stole My Gal – 2:48 (Leo Wood) – Registrato il 12 ottobre 1931 a New York
10. Ain't No Gal in This Town – 3:30 (Jesse Greer, Russel Robinson) – Registrato il 21 ottobre 1931 a New York
11. Between the Devil and the Deep Blue Sea – 3:00 (Harold Arlen, Ted Koehler) – Registrato il 21 ottobre 1931 a New York
12. Trickeration – 2:50 (Harold Arlen, Ted Koehler) – Registrato il 21 ottobre 1931 a New York
13. Kickin' the Gong Around – 3:08 (Harold Arlen, Ted Koehler) – Registrato il 21 ottobre 1931 a New York
14. Down-Hearted Blues – 2:51 (Alberta Hunter, Lovie Austin) – Registrato il 18 novembre 1931 a New York
15. Without Rhythm – 2:47 (Ted Koehler, Harold Arlen) – Registrato il 18 novembre 1931 a New York
16. Corinne Corinna – 3:01 (Jay Mayo Williams, Armenther Bo Carter Chatmon) – Registrato il 18 novembre 1931 a New York
17. Stack O'Lee Blues – 3:01 (Rafael Lopez, Dotwell (Lee Colwell)) – Registrato il 18 novembre 1931 a New York
18. The Scat Song – 3:04 (Mitchell Parish, Frank Perkins, Cab Calloway) – Registrato il 29 febbraio 1932 a Chicago, Illinois
19. Cabin in the Cotton – 3:59 (Mitchell Parish, Frank Perkins) – Registrato il 29 febbraio 1932 a Chicago, Illinois
20. Strictly Cullud Affair – 2:59 (Allen J. Neiburg, Maceo Pinkard) – Registrato il 14 marzo 1932 a Chicago, Illinois
21. Aw You Dawg – 2:44 (Joe Hoover, Cab Calloway) – Registrato il 14 marzo 1932 a Chicago, Illinois
22. Minnie the Moocher's Wedding Day – 3:05 (Ted Koehler, Harold Arlen) – Registrato il 20 aprile 1932 a New York
23. Dinah – 3:07 (Sam M. Lewis, Joe Young, Harry Akst) – Registrato il 7 giugno 1932 a New York

## Musicisti
It Looks Like Susie / Sweet Georgia Brown / Basin Street Blues / Bugle Call Rag / You Rascal, You

(Cab Calloway and His Orchestra)
- Cab Calloway - voce, direttore orchestra
- Edwin Swayzee - tromba
- Lammar Wright - tromba
- Reuben Reeves - tromba
- De Priest Wheeler - trombone
- Harry White - trombone
- Arville Harris - clarinetto, sassofono alto
- Andrew Brown - clarinetto basso, sassofono tenore
- Walter Thomas - sassofono alto, sassofono tenore, sassofono baritono, flauto
- Bennie Payne - pianoforte
- Morris White - banjo
- Jimmy Smith - contrabbasso
- Leroy Maxey - batteria

Stardust / You Can't Stop Me from Lovin' You / You Dog / Somebody Stole My Gal / Ain't No Gal in This Town / Between the Devil and the Deep Blue Sea / Trickeration / Kickin' the Gong Around

(Cab Calloway and His Orchestra)
- Cab Calloway - voce, direttore orchestra
- Edwin Swayzee - tromba
- Lammar Wright - tromba
- Reuben Reeves - tromba
- De Priest Wheeler - trombone
- Harry White - trombone
- Arville Harris - clarinetto, sassofono alto
- Andrew Brown - clarinetto basso, sassofono tenore
- Walter Thomas - sassofono alto, sassofono tenore, sassofono baritono, flauto
- Bennie Payne - pianoforte
- Morris White - banjo
- Jimmy Smith - contrabbasso
- Leroy Maxey - batteria

Down-Hearted Blues / Without Rhythm / Corinne Corinna / Stack O'Lee Blues

(Cab Calloway and His Orchestra)
- Cab Calloway - voce, direttore orchestra
- Edwin Swayzee - tromba
- Lammar Wright - tromba
- Reuben Reeves - tromba
- De Priest Wheeler - trombone
- Harry White - trombone
- Arville Harris - clarinetto, sassofono alto
- Andrew Brown - clarinetto basso, sassofono tenore
- Walter Thomas - sassofono alto, sassofono tenore, sassofono baritono, flauto
- Bennie Payne - pianoforte
- Morris White - banjo
- Jimmy Smith - contrabbasso
- Leroy Maxey - batteria

The Scat Song / Cabin in the Cotton / Strictly Cullud Affair / Aw You Dawg / Minnie the Moocher's Wedding Day

(Cab Calloway and His Orchestra)
- Cab Calloway - voce, direttore orchestra
- Edwin Swayzee - tromba
- Lammar Wright - tromba
- Reuben Reeves - tromba
- De Priest Wheeler - trombone
- Harry White - trombone
- Arville Harris - clarinetto, sassofono alto
- Andrew Brown - clarinetto basso, sassofono tenore
- Walter Thomas - sassofono alto, sassofono tenore, sassofono baritono, flauto
- Bennie Payne - pianoforte
- Bennie Payne - voce (brano: Cabin in the Cotton)
- Morris White - banjo
- Jimmy Smith - contrabbasso
- Leroy Maxey - batteria

Dinah

(Cab Calloway and His Orchestra)
- Cab Calloway - voce, direttore orchestra
- Edwin Swayzee - tromba
- Lammar Wright - tromba
- Doc Cheatham - tromba
- De Priest Wheeler - trombone
- Harry White - trombone
- Eddie Barefield - clarinetto, sassofono alto, sassofono baritono
- Arville Harris - clarinetto, sassofono alto
- Andrew Brown - clarinetto basso, sassofono tenore
- Walter Thomas - sassofono alto, sassofono tenore, sassofono baritono, flauto
- Bennie Payne - pianoforte
- Morris White - banjo
- Al Morgan - contrabbasso
- Leroy Maxey - batteria[2]